# Ritus funeraris de l'antic Egipte
Els antics egipcis van elaborar un complex conjunt de pràctiques funeràries (o ritus funeraris) que ells creien que eren necessaris per a assegurar la seva immortalitat després de la mort. Entre aquests rituals i protocols existia la momificació del cos, la invocació de conjurs màgics i enterraments amb béns funeraris que pensaven que necessitarien després de la mort.
El procés d'un funeral a l'Antic Egipte va incloure al llarg del temps antigues costums que s'havien descartat i noves que s'havien adaptat, però els elements més importants del procés van persistir. Entre els elements que van perdurar en destaquen la preparació del cos, els rituals màgics i els béns funeraris que acompanyaven el cos del difunt.
Els antics egipcis creien en diferents déus, cadascun dels quals els jutjaria de manera separada en el moment de la seva defunció abans d'entrar a la vida després de la mort.

## Història

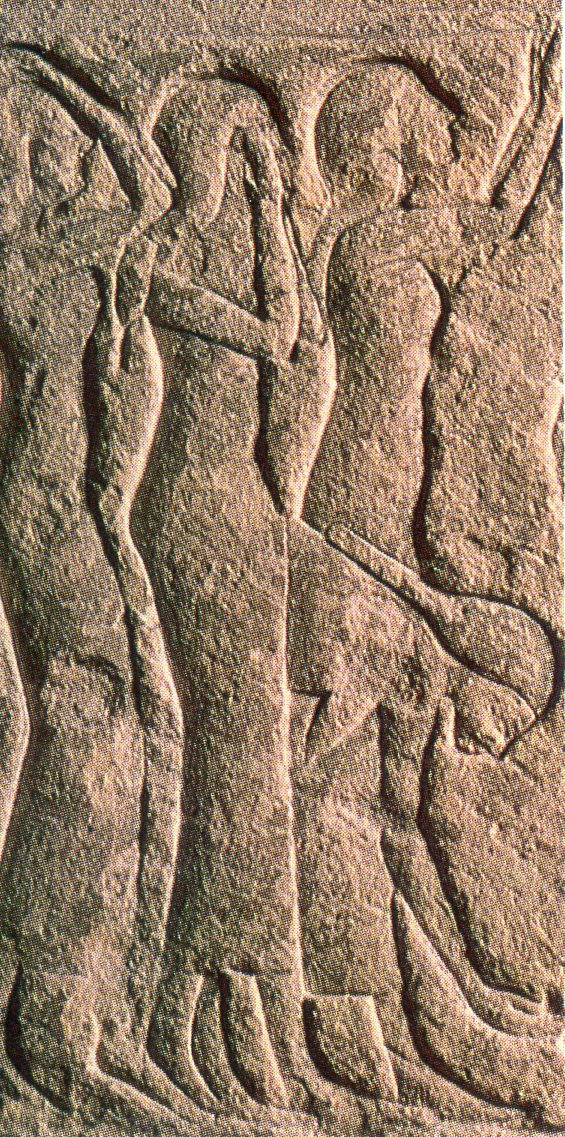
Ploramorts professionals gesticulant.

Tot i que no s'han trobat evidències escrites de l'Egipte Predinàstic, els egiptòlegs creuen en la importància del cos físic i de la seva preservació es va originar ja aquesta època. Això explicaria perquè la gent d'aquesta època no van continuar amb la pràctica de la cremació, si no que van passar a enterrar els difunts. Fins i tot alguns temien que els morts podien tornar a la vida si se'ls maltractava després de la seva mort.
Els cossos de les èpoques més antigues eren enterrats en pous ovals simples amb pocs béns funeraris. Algunes vegades en la mateixa sepultura amb altres persones i animals. Al llarg del temps, les sepultures van esdevenir més complexes, amb el cos emplaçat en cistelles de vímet i posteriorment en taüts de fusta i de terracota.Posteriorment els egipcis es van enterrar en sarfcòfags. Aquestes sepultures contenien béns funeraris com joies, menjar i jocs.
Això demostra que ja a l'època antiga es creia en la vida després de la mort, tot i que les evidències arqueològiques mostren que una persona mitjana tenia poques possibilitats per accedir-hi, ja que el difunt hi havia de tenir un propòsit. El propòsit del faraó es devia al seu rol durant la vida.
Els sacrificis humans que s'han trobat en les tombes reials més antigues reforcen aquesta idea. Es creu que aquests havien de servir al faraó durant la seva vida eterna. Al llarg del temps, aquestes víctimes humanes foren reemplaçades per uixebtis (estàtues funeràries) o persones pintades a les parets, algunes de les que es modelaven segons la imatge de certes persones reals que podrien seguir al faraó després de la seva mort.
Cal esmentar que no només les persones de les classes baixes havien d'obtenir el favor del faraó, si no també els nobles. Es creia que quan el faraó moria es convertia en una déu que podia conferir a qui volgués la vida eterna. Aquesta creença va existir des de l'Egipte predinàstic fins al Regne Antic.
S'han conservat molts textos que mostren encanteris que demostren que al llarg del temps es van produir petits canvis en els que els nous textos funeraris fossin més rellevants per a la noblesa. En el Primer Període Intermedi d'Egipte va declinar la importància del faraó. Els textos funeraris, que havien estat restringits per a l'ús reial es van obrir a més població. El faraó va deixar de ser un rei-déu en el sentit de que era l'únic que tenia accés a la vida després de la mort i va passar a ser el governador de la població que després de la seva mort seria rellevat del pla dels mortals.

### Prehistòria: Primers enterraments
Els llocs funeraris més antics que es coneixen d'Egipte es troben a Omari i a Maadi, al nord. La gent d'aquestes poblacions estaven enterrats en sepultures simples en una olla. El cos no es tractava de manera regular com es faria posteriorment. Al no haver-hi evidències escrites, hi ha poca informació sobre les creences contemporànies sobre la vida després de la mort, excepte el fet que hi havia una olla simple en la sepultura. Segons les costums posteriors, aquesta olla podria incloure menjar pel difunt.

### Període predinàstic: Desenvolupament dels costums
Els costums funeraris egipcis es van desenvolupar durant el període predinàstic. Les sepultures més antigues pertanyen a la cultura badariana (4400-3800 aC) i continuaven les tradicions de les cultures omari i maadi. A l'acabament del període predinàstic es van anar incrementant els objectes que es dipositaven acompanyant el difunt en les sepultures rectangulars i hi ha evidències de l'augment de la pràctica de rituals que practicaven els egipcis del període Naqada II (3650-3300 aC). En aquest moment, els cossos se situaven normalment ajupits o en posició fetal amb la cara vers l'est o l'oest (considerat com el territori de la mort). Els artistes pintaven processions funeràries i danses rituals en les gerres. En algunes sepultures s'hi han trobat figures de dones amb caps d'aus amb les seves cames amagades sota de faldilles. En aquesta època es troben sepultures molt que tenen moltes més riqueses que altres, cosa que demostra que hi havia estratificació social. També hi havia diferències segons el gènere que es mostra amb la inclusió d'armes en les tombes dels homes i de paletes cosmètiques en les de les dones.

### Primer Període Dinàstic: Tombes i taüts
Durant la Primera Dinastia alguns egipcis eren prou rics per a poder construir tombes en lloc de ser sepultats en simples fosses excavades a la terra. En aquesta època es va desenvolupar la tomba feta de maons amb una cambra subterrània anomenada Mastaba. Aquestes tombes tenien murs bessons, un estil d'edificació anomenat façana-palau perquè els murs imitaven els que envoltaven el palau reial. Atès que es feien tombes tant pels reis com per a la gent comú, l'arquitectura suggereix que, algunes persones adinerades aconseguien un estatus elevat en la seva defunció. Posteriorment el mort s'associaria amb el déu de la mort, Osiris.
Els béns funeraris van passar a ser més diversos i incloïen mobles, joies i jocs a més d'armes paletes còsmiques i béns alimentaris que ja apareixien en gerres decorades en el període predinàstic. En aquesta època, les tombes més riques tenien milers de béns funeraris. A més a més, en aquesta època es comencen a utilitzar taüts i hi comencen a haver evidències de momificació. Ja durant la Primera Dinastia els béns funeraris demostren que els difunts tenien necessitats per la vida després de la mort. Es demostra la creença en la vida després de la mort per la posició del difunt en les tombes: aquells que havien servit el rei durant les seves vides triaven esser enterrats a prop seu. També durant la Primera Dinastia es va començar a utilitzar esteles que mostraven el desig d'individualitzar les tombes, ja que incorporaven el nom del difunt.

### Regne Antic, piràmides i momificació
Durant el Regne Antic d'Egipte els reis van construir les primeres piràmides rodejades per les tombes mastaba dels seus oficials. El fet que la majoria dels alts oficials eren familiars reials suggereix, a més que aquests complexos eren també cementiris familiars.
Els cossos de l'elit van passar a ser momificats a partir d'aquest moment; estaven embolicats amb vendes de lli i algunes vegades estaven coberts amb modelats plastificats i emplaçats en sarcòfags de pedra o en taüts de fusta. A la fi del Regne Antic també van aparèixer les màscares de les mòmies fetes de cartonatge. Els seus òrgans interns eren guardats en contenidors. A més a més també van començar a aparèixer amulets d'or, de faiança (vitrificat) i de cornalina per a protegir diverses parts del cos. També hi ha les primeres evidències d'inscripcions dins els taüts de les elits. En les parets hi havia gravats que complementaven els béns funeraris.
Hi havia una porta falsa nova que no tenia funcions de porta en la tomba que es trobava dins la capella o fora del mastaba; aquesta servia com un lloc per a fer-hi ofrenes i on es podien fer pregàries per al difunt. A les tombes també hi ha estàtues del difunt que tenia usos rituals. Les cambres funeràries d'algunes persones eren decorades per primera vegada a part de les capelles decorades. A la fi de l'Antic Regne aquestes decoracions representaven ofrenes però no persones.

### Primer període intermedi: Variacions regionals
Els sepulcres del Primer Període Intermedi d'Egipte reflecteixen la situació política de l'època. Els taüts decorats mostren una varietat regional. Per exemple, alguns taüts tenen inscripcions en una línia i alguns estils inclouen l'aparició d'ulls humans afalconats. A més a més, aquests taüts també estan decorats per jeroglífics diferents segons la regió.
Ocasionalment, els homes tenen eines i armes en les seves sepultures, mentre algunes dones tenen joies i objectes cosmètics com miralls. A les tombes de les dones a vegades hi havia moles que eren considerades com eines per la preparació de menjar a la vida després de la mort, així com les armes presents a les tombes dels homes implicaven que aquests tindrien un rol militar.

### Regne mitjà, noves tombes

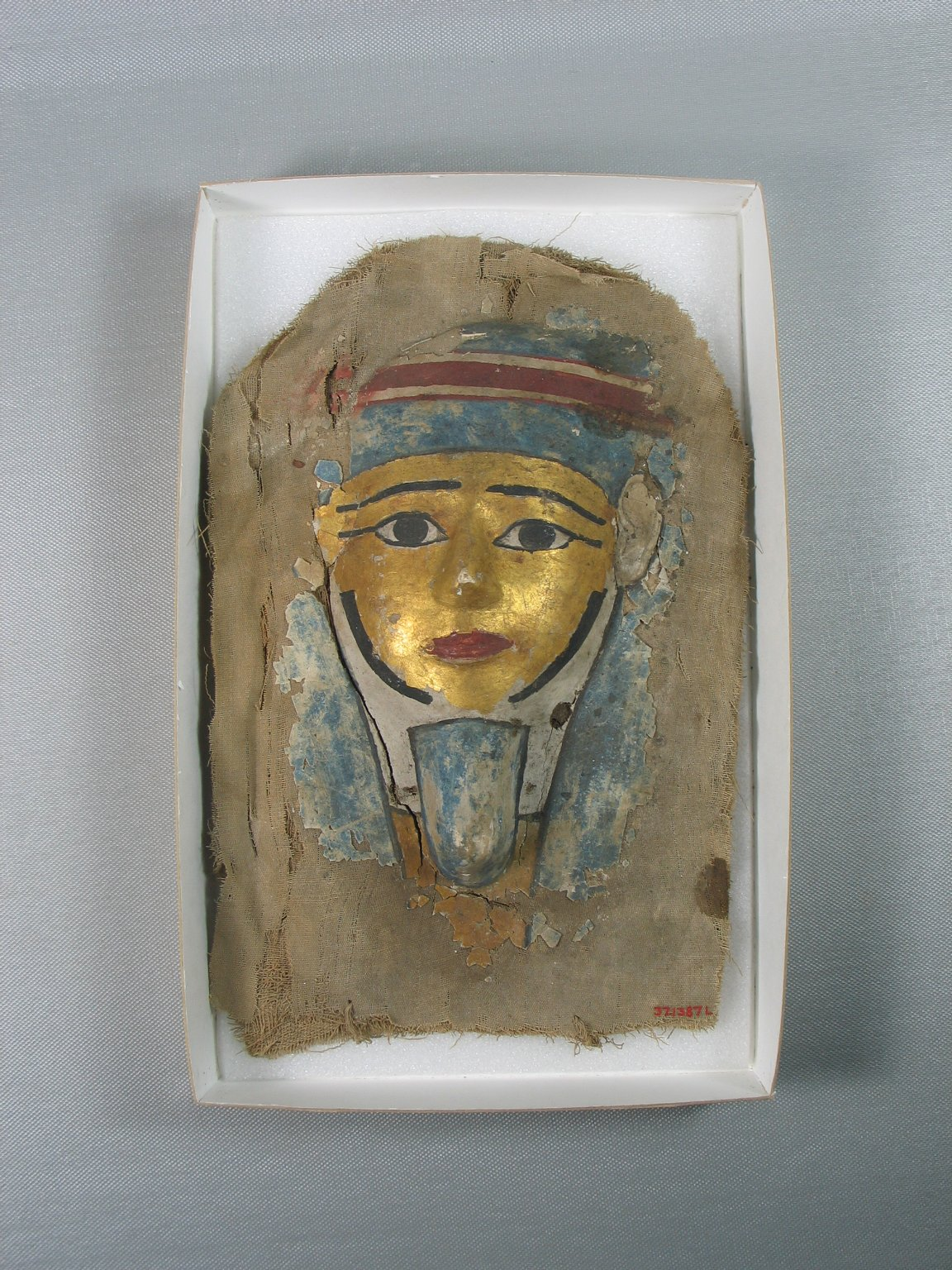
Màscara d'un taüt. Cartonatge, 37.1387E, del Museu de Brooklyn

Els costums funeraris del Regne Mitjà d'Egipte reflecteix algunes de les tendències polítiques del període. Durant la Onzena Dinastia les tombes es van tallar a les muntanyes de Tebes que encerclaven la tomba del rei o en cementiris locals de l'Alt i el Mig Egipte. Tebes era la ciutat nadiua dels reis d'aquesta dinastia i per això hi volien ser enterrats. Però a la Dotzena Dinastia els alts oficials servien els reis d'una nova família que provenia de Lisht, al nord. Aquests reis i els seus alts oficials preferien enterrar-se en una mastaba a prop de les piràmides que pertanyien als seus amos. A més a més, la diferència de la topografia entre Tebes i Lisht va provocar una diferència entre el tipus de tomba: en el nord, els nobles construïren tombes mastaba en les planes desèrtiques, mentre que al sud, els dignataris locals van excavar les seves tombes en les muntanyes.

### Segon període intermedi: Enterraments estrangers
Els enterraments que es coneixen del Segon Període Intermedi d'Egipte revelen la presència de persones no egípcies enterrades al país. Al nord, s'hi troben enterrats Hicsos, un poble semític occidental que van governar en el nord-est del delta. En els seus sepulcres dels homes hicsos s'hi han trobat vaixelles de ceràmica. En altres zones del país s'hi han trobat enterrats soldats nubians que estan en sepulcres simples en els que els difunts estaven amb una mica de menjar. Aquests sepulcres de persones estrangeres són l'únic que distingeix els enterraments d'aquesta època dels de les èpoques anteriors.

### Nou regnat: Novetats

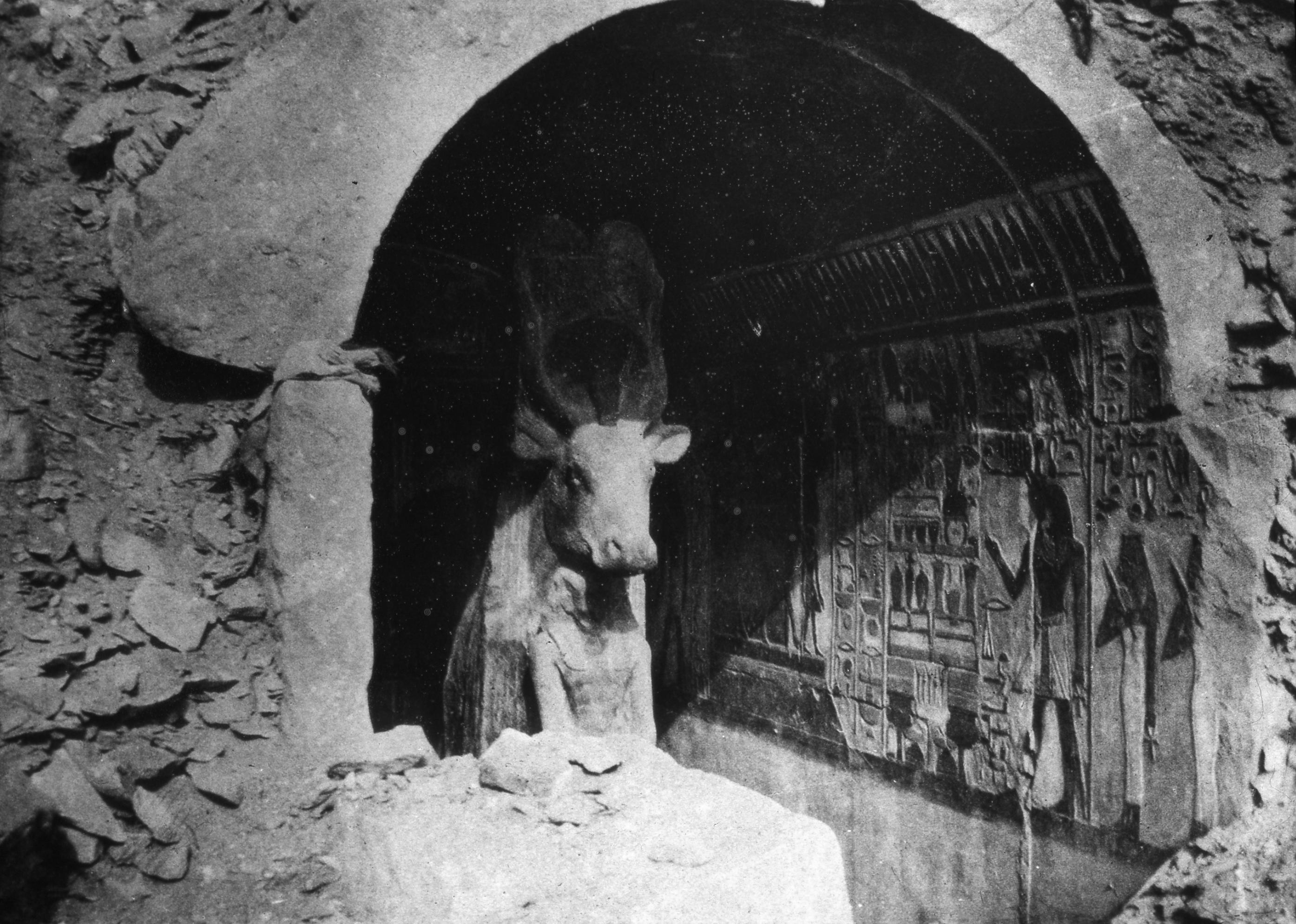
Deir-El-Bahari

La majoria de les tombes de personalitats de l'elit de l'Imperi Nou d'Egipte eren càmeres tallades a les roques. Els reis estaven enterrats en tombes tallades a les roques que tenien moltes habitacions a la Vall dels Reis a prop de les piràmides. Els sacerdots celebraven rituals funeraris per a ells en temples de pedra que s'havien construït a la riba occidental del riu Nil, oposats a Tebes. Segons les evidències actuals, la Dinastia XVIII fou la última en la que les seves tombes incloïen múltiples objectes de la seva vida diària. A partir de la Dinastia XIX, a les tombes hi contenen pocs objectes quotidians i hi trobem objectes construïts expressament pel nou món. Així, aquesta dinastia anticipa els costums que es trobaran en el Baix imperi.
Personalitats de l'elit de la divuitena Dinastia estaven enterrats amb roba i mobles que utilitzaren durant la seva vida. En aquestes tombes s'hi troben llits, cadires, eines, sandàlies de pell, joies, instruments musicals i mobles de fusta. Al mateix temps els pobres només tenien algunes armes i cosmètics a les seves tombes.
Les tombes de l'elit de l'Imperi Nou estaven decorades sobretot amb escenes d'esdeveniments religiosos. La majoria dels objectes que es troben en les tombes del període Ramèssida estaven fets per la vida al més enllà, a part de les joies, que també podien haver estat utilitzades durant la vida del difunt.

### Tercer període intermedi

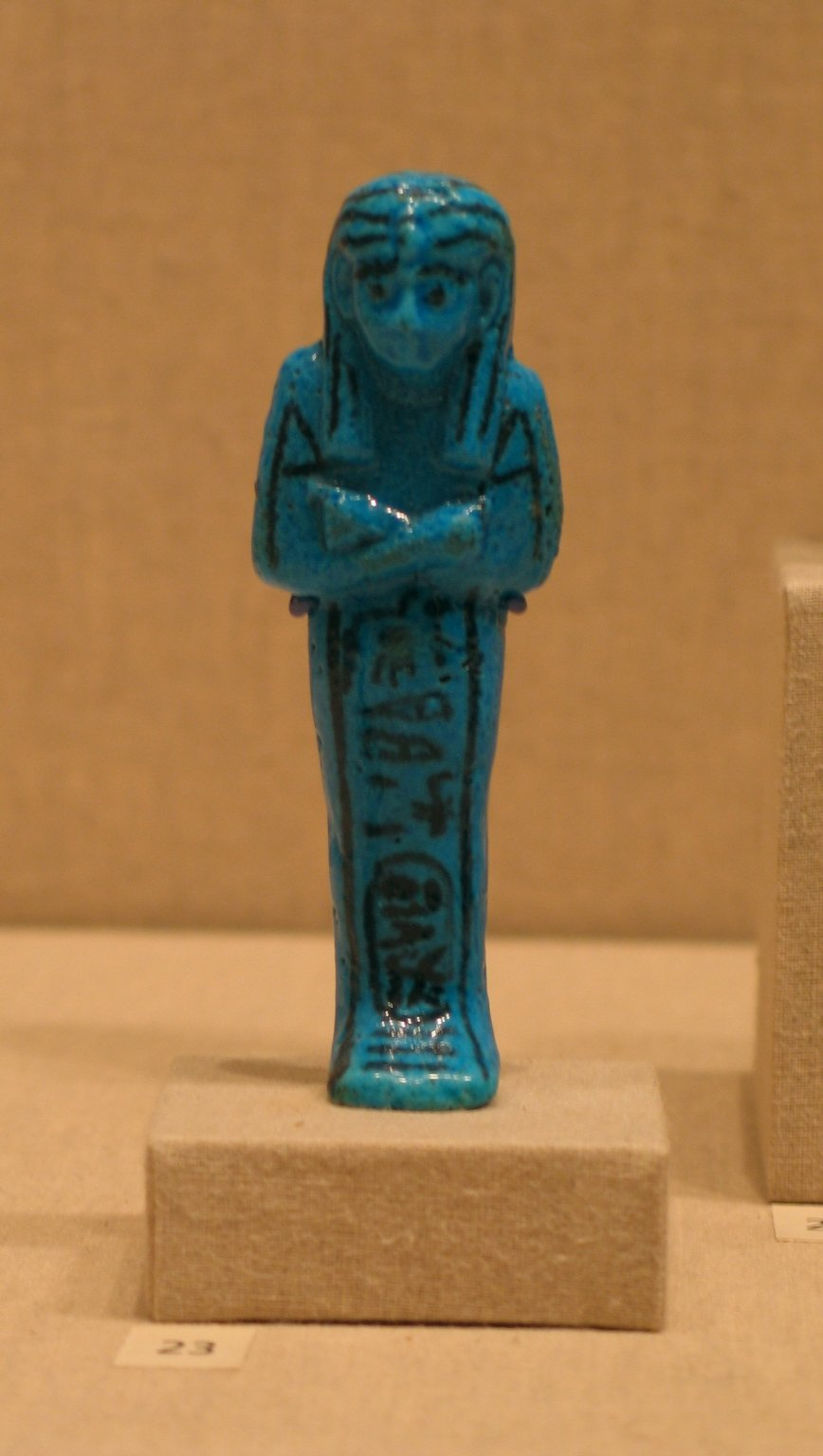
Estatueta funerària del Rei Pinudjem I (1025-1007 a.C.), conservada al Museu de Brooklyn

Tot i que les estructures polítiques de l'Imperi Nou van col·lapsar al final de la Dinastia XX, la majoria dels enterraments de la Dinastia XXI continuen mantenint les novetats que s'havien incorporat a l'època anterior. Al començament d'aquesta època, els relleus s'assemblen al del període Ramèssida. No és fins al final del Tercer Període Intermedi d'Egipte quan es comencen a introduir pràctiques noves en els enterraments.
Es coneixen poques tombes d'aquest període. Les tombes menys decorades es contraposen amb uns taüts molt més elaborats. Fins i tot les tombes de les reines o les princeses tenen objectes més barats que anteriorment.

### Baix Imperi: Monumentalitat i retorn a la tradició
Els enterraments del Baix imperi d'Egipte són similars a les tombes de l'elit no reial dels temps antics, tot i que a una escala més gran. Però la majoria de les tombes d'aquest període estaven en sots del terra del desert. A més a més, les estatuetes i els relleus reflecteixen l'estil de l'Imperi Antic. La majoria dels béns funeraris havien estat construïts per la tomba. Els taüts continuen mostrant textos i escenes religioses.

### Període ptolemaic: Influències hel·lenístiques
Després de la conquesta d'Alexandre el Gran, Egipte fou governat pels descendents de Ptolemeu I, un dels seus generals. Els grecs macedonis van promoure estils de vida mixtes hel·lenístics i egipcis antics: mentre molts grecs que vivien a Alexandria seguien les costums funeràries greges, alguns van adoptar costums egipcis; els egipcis, al mateix temps, van continuar amb els seus costums propis.
Es coneixen molt poques tombes ptolemaiques. Els enterraments de les elits egípcies encara utilitzaven sarcòfags de pedra, llibres de la mort i amulets funeraris.

### Període romà.

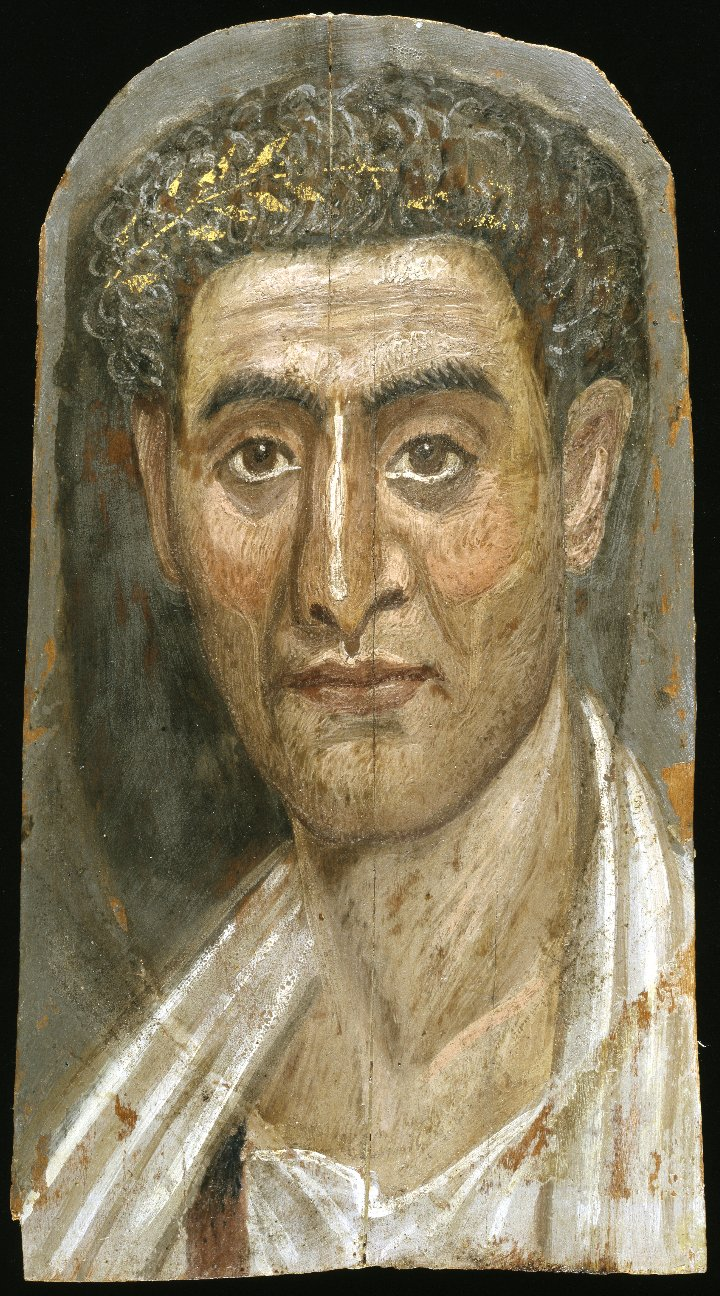
La mòmia de Demetrios, 95-100 aC. Conservada al Museu de Brooklyn

A l'any 30 a.C. els romans van conquerir Egipte i van posar fi a la dinastia ptolemaica posant fi al regnat de Cleòpatra VII. Durant l'època romana, les tombes de l'elit incorporaven elements egipcis i romans.
Algunes persones foren momificades i envoltades per robes de lli. Al front de a mòmia sovint hi ha pintada una selecció de símbols egipcis tradicionals. Les mòmies tenien màscares d'estil romà o egipci. També es troben retrats de mòmia amb estil romà executats en pigment encàustic en un panell de fusta. Algunes vegades, els peus de la mòmia estaven coberts. Les tombes de l'elit també podien tenir joies.

## Rituals funeraris
Els historiadors grecs Heròdot (Segle V a.C.) i Diodor de Sicília (segle I a.C.) són els que ens han proveït de les evidències més completes de com els egipcis aconseguien la preservació del cos dels difunts. Abans d'embalsamar-los o de preservar el cos del mort per prevenir la degradació, es cobria la cara del difunt amb fang i feien una desfilada per la ciutat. Si moria la muller d'un home d'alt estatus, el seu cos no s'embalsamava fins al cap de tres o quatre dies per a prevenir l'abús del seu cos. En el cas de que algú morís ofegat o fos atacat, s'embalsamava immediatament el seu cos d'una manera sagrada. Aquest tipus de mort era vista com a venerada i només podien tocar el cos els sacerdots.

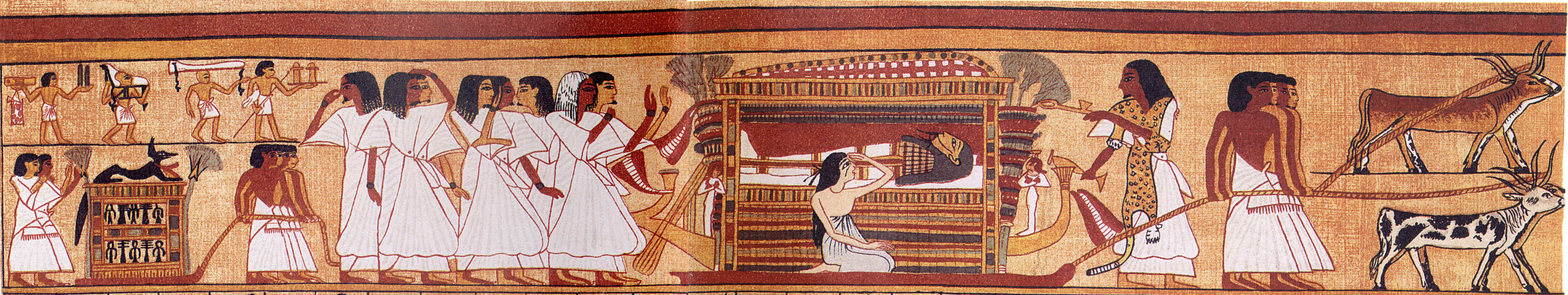
Processó funerària al Llibre dels Morts

Després de ser embalsamats, els difunts podien ser portats en un ritual que emulava un judici, en le que hi havia voluntaris que tenien el rol d'Osiris i el seu germà i enemic, Seth, a més a més d'altres déus com isis, Neftis, Horus, Anubis i Thot. En aquesta història Seth tenia enveja del seu germà Osiris perquè aquest tenia garantit el tro abans que ell i per això el va matar. La dona d'Osiris, Isis, va lluitar amb Seth pel cos d'Osiris. Durant aquesta lluita, l'esperit d'Osiris es va perdre. Tot i això, Osiris va ressuscitar i tornà a ser un déu. A més a més del judici d'Osiris, es feien moltes processons funeràries a prop de la necròpolis que simbolitzaven diferents històries sagrades.
La processó funerària cap a la tomba normalment incloïa animals tibant el cos en un carruatge i els amics i familiars el seguien. Durant la processó, el sacerdot cremava encens i tirava llet abans del cos del mort. Quan arribaven a la tomba, i essencialment a la propera vida, el sacerdot representava l'Obertura de la boca del difunt. El cap del mort se situava al sud i el cos representava una rèplica en estàtua del difunt. L'obertura de la boca del difunt simbolitzava la seva defensa durant el procés del judici. Per a concloure la cerimònia, s'oferia el mort als déus.

## Momificació

### Embalsamament

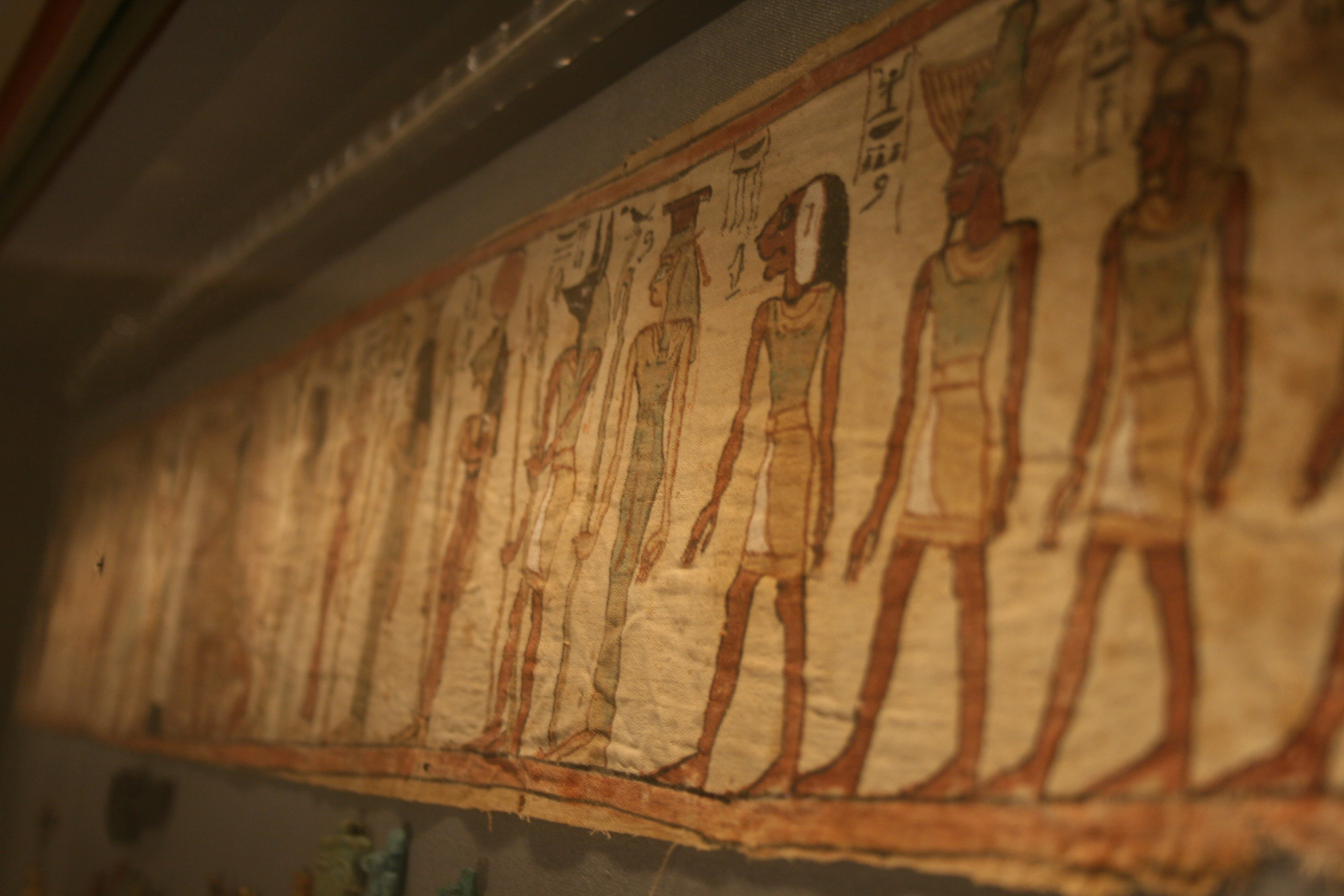
Mòmies pintades

La preservació del cos del mort era crític si el difunt volia una possibilitat que se l'acceptés a la vida després de la mort. Segons els egipcis, l'Ànima (ka), abandonava el cos quan una persona humana moria. Només si el cos era embalsamat d'una manera específica, el ka podria alliberar-se del cos difunt i ressuscitar. Els embalsamadors rebien el cos després de la mort i de manera sistemàtica, el preparaven per a la seva momificació. La família i els amics del difunt podien escollir diverses opcions de diferents preus per a la preparació del cos. Després, els embalsamadors escortaven el cos fins ibw, que es pot traduir com al lloc de la purificació, a on el cos era rentat i després el portaven a per nefer, la casa de la Bellesa, a on es feia la momificació.

### Procés de momificació

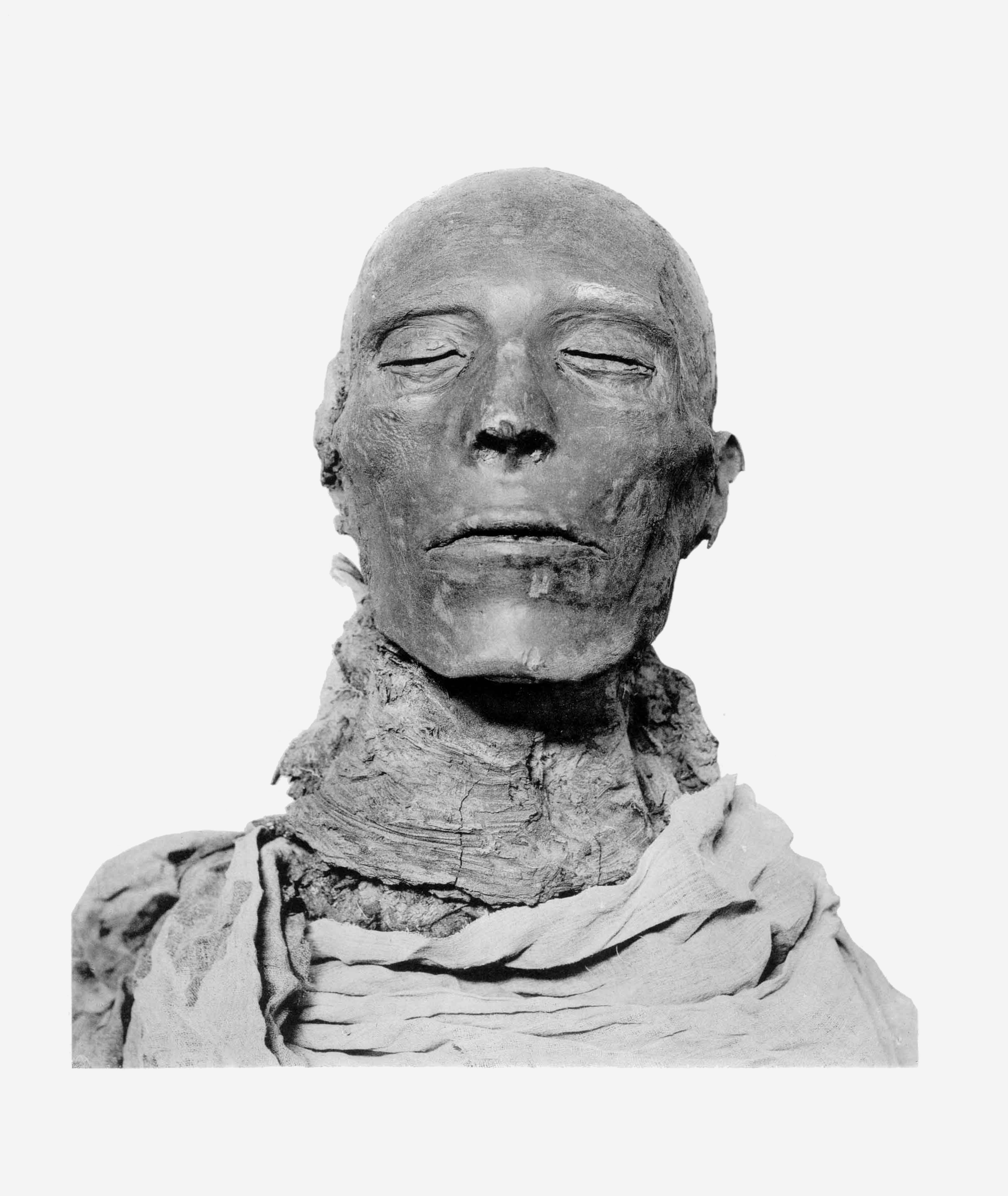
Cap de la mòmia de Seti I

Per tal que pogués viure durant tota l'eternitat i que fos presentat davant Osiris, el cos del difunt havia d'estar preservat per la momificació, perquè l'ànima es pogués reunir amb Osiris i pogués gaudir de la vida després de la mort. El procés principal de la momificació era preservar el cos mitjançant la deshidratació utilitzant natró, un material natural que es troba a Wadi El Natrum, que és una combinació de sal i bicarbonat de sodi. El cos era assecat totalment i es preservava amb la pell, els cabells i els muscles.
El procés de momificació era possible només pels que s'ho podien permetre. Es creu que aquells que no podien pagar el procés encara podrien disfrutar de la vida després de la mort mitjançant la recitació de conjurs. Hi havia tres processos diferents de momificació que tenien diferent preu. El procés més clàssic, comú i més car s'inicià durant la Dinastia XVIII. Primer es removien els òrgans interns i el líquid del cos perquè no es degradés. Els embalsamadors extreien el cervell inserint un ganxo de metall a través del nas fins al cervell. Ells treien tot el que podien amb aquesta eina i ho acabaven de liquar amb drogues i assecant-lo. Tiraven el cervell perquè es creia que el pensament es generava en el cor. El següent pas era remoure els òrgans interns: els pulmons, el fetge, l'estómac i els intestins i els posaven en un vas canopi que estava adornat amb el cap de les deïtats protectores del difunt, els Quatre fills d'Horus: Imsety, Hapy, Duamutef i Qebhseneuf. Imsety tenia el cap d'humà i guardava el fetge; Hapy tenia el cap de mono i guardava els pulmons; Duamutef, el guardià de l'estómac i Qebshenuf, amb el cap d'un falcó, que guardava els intestins. Algunes vegades, els quatre vasos canopis es posaven en un cofre canopi molt decorat amb pintures. Els antics egipcis creien que enterrant el difunt amb els seus òrgans, ell els podria recuperar a la vida després de la mort. Altres vegades, els òrgans eren netejats i es eren retornats al cos. La cavitat del cos a on es col·locaven era netejat amb vi i espècies. En el cos també s'hi posaven plantes aromàtiques i espècies. El cor es quedava al cos perquè al lloc del judici, es pesaria contra la ploma de Maat. Després el cos era banyat amb vi i farcit amb sacs de natró. El procés de deshidratació durava 40 dies.

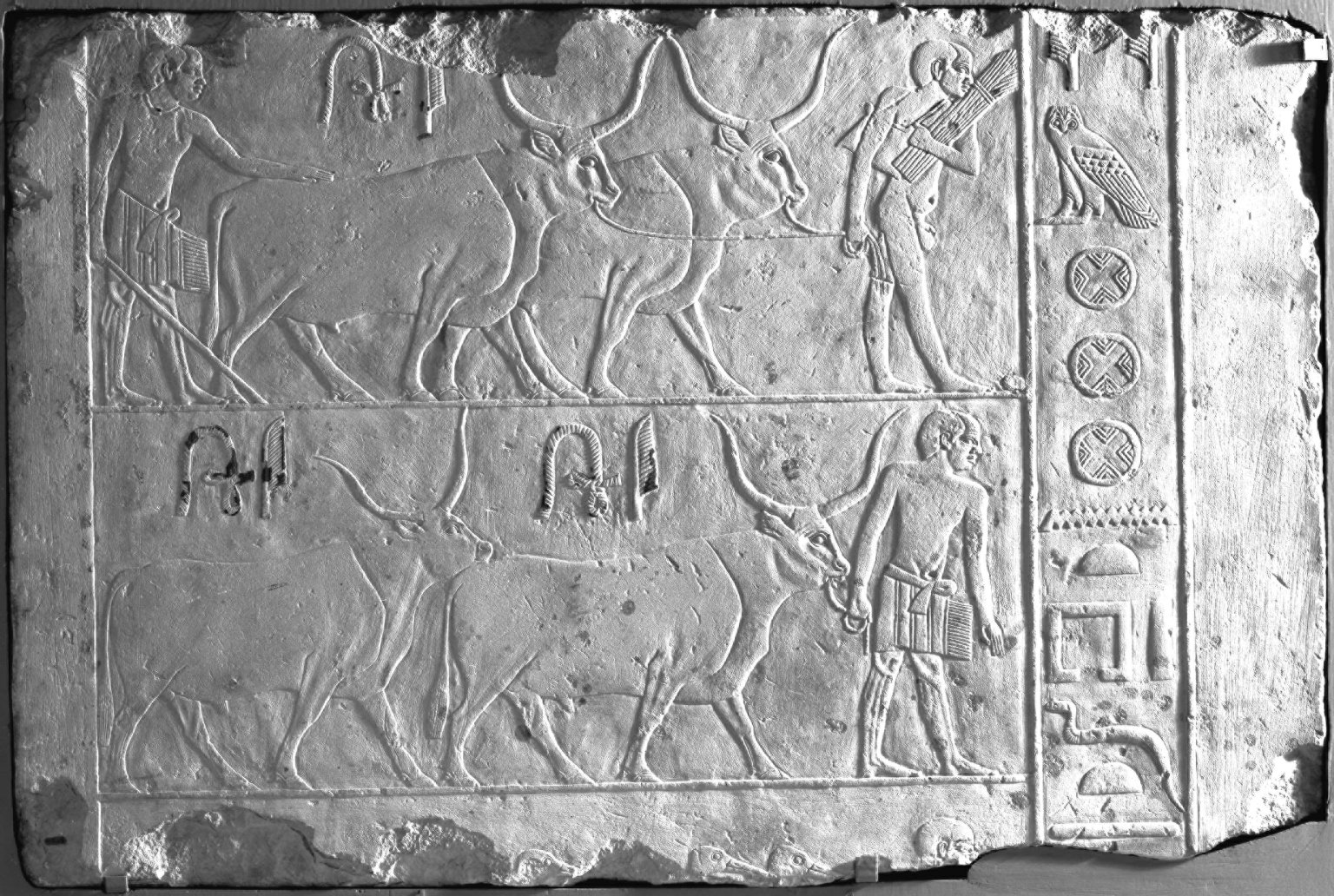
Relleu d'homes presentant a Oxen (2500-2350 a.C.). En aquest relleu, tres homes porten bestiar a la tomba. Conservat al Museu de Brooklyn

La segona part del procés durava 30 dies. Era el temps en el que el mort esdevenia un ésser semi diví i en el que abandonava el cos, en el que s'hi aplicava vi i olis. El cos algunes vegada era acolorit amb resina daurada per protegir-lo dels bacteris i els insectes. A més a més, aquesta pràctica es basava en la creença que els éssers divins tenien carn d'or. Després el cos era embolcallat amb tires de lli amb amulets, mentre un sacerdot recitava pregàries i cremava encens. El lli s'adheria al cos amb goma. Els vestits proveïen al cos de protecció física contra els elements i el cos podia ser vestit amb una màscara funerària ornamentada. Es donava una atenció especial al cap, les mans, els peus i els genitals. Les mòmies s'identificaven en petites etiquetes de fusta que normalment estaven lligades al coll del difunt. En aquest procés de 70 dies, el difunt es connectava amb Osiris i Sothis.
La segona opció de preu mig no incloïa cap incisió en la cavitat abdominal ni es removien els òrgans interns. En el seu lloc, els embalsamadors injectaven l'oli de cedre al cos per a prevenir que el líquid abandonés el cos. El cos es conservava en natró durant un nombre específic de dies. Després s'extreia l'oli del cos juntament amb els òrgans interns que els havia liquat. La carn es dissolia en natró, que només deixava els ossos i la pell del difunt. Les restes eren retornades a la família. En el mètode més barat i bàsic de momificació, que era el que escollien més els pobres es purgaven els òrgans interns i es deixava el cos en natró durant 70 dies abans de ser retornat a la família.

## Rituals d'enterrament

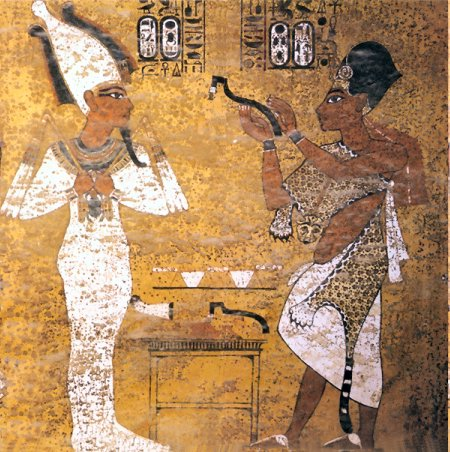
Ay representant la opertura de la boca per Tutankamon. Pintura situada a la tomba de Tutankamon (KV 62)

Després que la mòmia hagués estat preparada, un sacerdot l'havia de reanimar simbòlicament. La cerimònia de l'Obertura de la boca era conduïda per un sacerdot que pronunciava un conjur i tocava la mòmia o sarcòfag amb una aixa cerimonial de coure o pedra. Aquesta cerimònia assegurava que la mòmia podria parlar i respirar a la vida més enllà de la mort. De la mateixa manera, el sacerdot podia fer conjurs per a reanimar els braços, les cames i altres parts del cos.
Els sacerdots portaven el cos del difunt fins al temple funerari. Aquí es recitaven les pregàries, es cremava encens i es representaven més rituals per a preparar el rei per la seva jornada final. La mòmia del rei s'emplaçava dins de la piràmide amb una gran quantitat de menjar, beure, mobles, vestits i joies que utilitzaria a la vida després de la mort.
La piràmide quedava sellada perquè ningú hi pogués tornar a entrar mai més. De totes maneres, l'ànima del rei es podria moure per la càmera funeraria si ho desitjava. Després del funeral, el rei esdevenia un déu i es podia venerar als temples darrere la seva piràmide.
En els temps antics, els egipcis eren enterrats directes al terra. Quan el clima era molt càlid i sec, era fàcil que el cos es conservés. Normalment, el cos s'enterrava en posició fetal. Els antics egipcis creien que el procés d'enterrament era una part important per a enviar els humans a una vida després de la mort confortable. Els egipcis creien que, després de la mort, el difunt encara podia tenir sentiments d'enuig. També s'esperava que el difunt ajudés als familiars vius. Creien que el Ba i el Ka eren el que permetien que el mort ajudés a la seva família. El Ba feia possible que un bessó invisible sortís del cos per ajudar la seva família, mentre que el Ka el reconeixeria quan volgués tornar al cos. Al tenir aquestes creences sobre el valor del mort, els egipcis tractaven el difunt amb respecte. Els egipcis més pobres també volien que els seus difunts gaudissin d'un enterrament propi. Un enterrament típic se celebraria al desert, a on la família portaria el cos vestit i l'enterrava amb objectes que ajudessin al confort del difunt. Molts dels pobres no eren momificats degut al seu cost. A vegades els pobres s'han trobat en cementiris col·lectius amb els cossos sense momificar i amb pocs objectes personals.

## Tombes

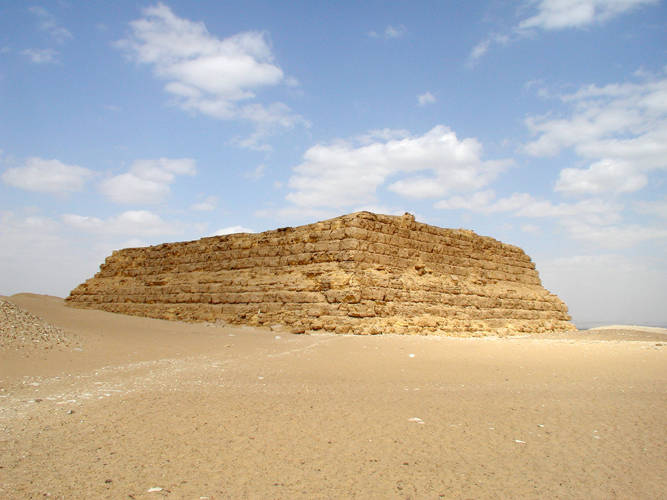
Mastaba Faraoun de Saqqara

La tomba era la llar del difunt i tenia dues funcions crucials: proveïa de protecció infinita al mort i era el lloc en el que es practicaven els rituals que ajudarien el difunt en la vida eterna. Així, els antics egipcis eren molt seriosos sobre la manera en la que les tombes estaven construïdes. A les tombes hi havia una cambra funerària en la que s'emplaçava el cos físic del difunt (dins un taüt) juntament amb els objectes funeraris i un lloc de culte semblant a una capella en la que s'hi podien congregar els adoradors, la família i els amics. La tomba d'un rei tenia un temple sencer, enlloc d'una capella.
La tomba d'un mort es localitzava a prop de la seva comunitat. Els antics egipcis optaven per enterrar el difunt en una terra infèrtil. La majoria estaven construïdes al desert. Les tombes normalment es construïen a prop d'altres i és estrany que estiguin soles. Tot i això, les tombes reials estaven localitzades en ubicacions sagrades.
En l'Egipte prehistòric els cossos eren enterrats al desert perquè en aquest entorn estaven preservats de manera natural degut a la deshidratació. Les sepultures eren petites, ovals o rectangulars, excavades a l'arena. El cos del mort estava en posició estirada i estava enterrat amb gerres de menjar i beure i amb paletes màgiques. Segons l'estatus del difunt, la sepultura podia ser més gran. Les condicions climàtiques seques del desert beneficiaven l'enterrament dels homes pobres que no necessitaven una preparació difícil per a la seva conservació.
Les sepultures simples estaven envoltades en estructures de fang cru anomenades mastabes. Les mastabes reials es van desenvolupar posteriorment primer en piràmides escalonades i després en veritables piràmides. Tan aviat un faraó prenia el tro, començava a construir la seva piràmide. Els rituals funeraris, entre els que hi ha l'obertura de la boca, es feien a la vall dels Temples. Les piràmides més grans eran fetes així com a protecció contra els robatoris, però també podrien estar relacionades amb un sentiment religiós vers el déu sol, Ra.
La majoria dels cementiris estaven a la riba occidental del Nil, que representava de manera metafórica el reialme de la mort. La tomba representava el lloc del difunt en el cosmos, que només depenia de la seva classe social. Si el difunt pertanyia a la classe alta, era enterrat a prop del rei, mentre que les persones de classe mitja o baixa estaven enterrats a prop de les localitats a on havien viscut. En molts casos, les tombes de les persones de classe alta estaven situades d'acord amb les de classes baixes en el seu punt focal. Per exemple, les tombes dels governadors estaven situades en un cim, mentre que les dels seus vassalls estaven als seus peus.

## Taüts i sarcòfags

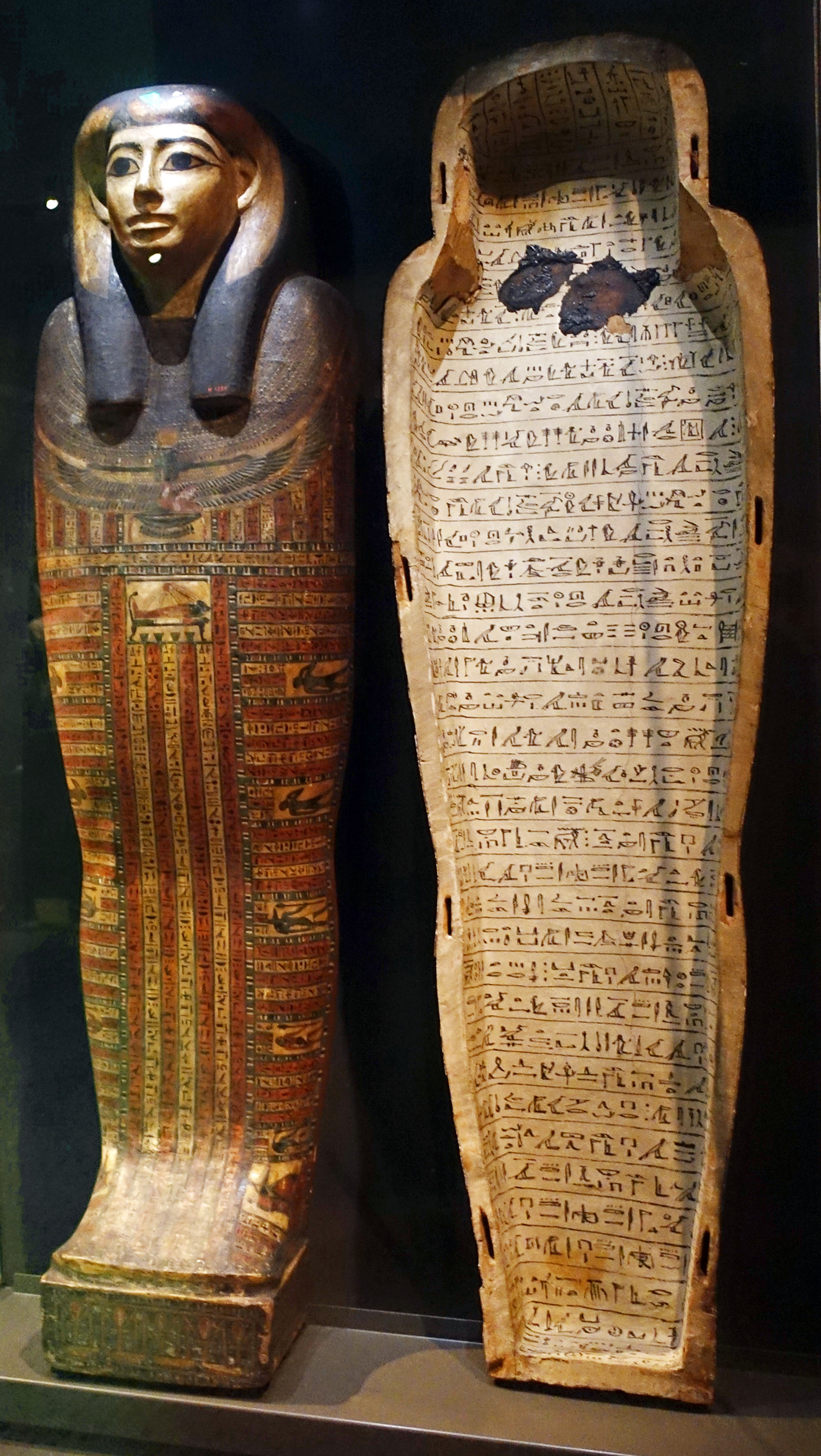
Taüt conservat al Bristol City Museum and Art Gallery

Després que s'havia preservat, la mòmia s'emplaçava en un taüt. Aquests eren fets de fusta i eren molt pintats i dibuixats de manera individualitzada. Durant l'Imperi Antic, en els sarcòfags s'hi posava: el títol del difunt, una llista d'ofrenes, un fals compartiment a través del que podria passar el Ka i uns ulls pintats a través dels quals el difunt hi podria veure. La decoració del taüt normalment mostrava l'estatus del difunt.
Durant l'Imperi Mitjà, el taüt era tractat com si fos una "tomba en miniatura" i també tenia pintures i inscripcions. En el mateix s'hi pintaven les deesses Isis i Neftis, que havien de guardar el difunt en la seva vida després de la mort. A les quatre bandes del taüt, s'hi pintaven els quatre fills d'Horus, a més d'altres déus. A més a més també hi apareixia gent pregant.
Ben aviat van aparèixer sarcòfags antropomorfs, que estaven tallats seguint el contorn del cos del difunt. Posteriorment s'hi pintaria la cara i els cabells del difunt per a personalitzar-lo. A fora el taüt s'hi posava un sarcòfag que servia com a protecció suplementària pel cos del mort. Els antics egipcis traduïen la paraula sarcòfag com a posseïdor de vida i el sarcòfag serviria per ajudar el difunt a la vida després de la mort.

## Condemna
La preparació del difunt per la vida després de la mort era una de les pràctiques funeràries més importants pels egipcis. El Ka, la força vital no podria retornar si el cos no s'embalsamava bé. En aquest cas, el cos queia i esdevenia irreconeixible, cosa que faria que el difunt no pogués accedir a la vida després de la mort. Si no es prenien precaucions, el difunt estaria condemnat. La condemna, segons els egipcis, voldria dir que el difunt no podria tenir l'experiència de les glòries de la vida després de la mort en la que esdevindria un semidéu i seria benvingut pels déus. Al contrari, amb la condena, el difunt cauria en un món oposat de caos, foc i lluites. Hi ha diferents pàgines del llibre dels morts en les que s'ensenyen diferents perspectives del que passa en el cas de la Condemna.

## Textos funeraris
Moltes mòmies contenien escrits literaris funeraris que parlava sobre la vida després de la mort del difunt. La majoria de la literatura funerària consisteix en llistes de conjurs i instruccions per a conduir-se en a vida després de la mort. Durant l'Imperi antic, només el faraó tenia accés a aquest material, que els investigadors anomenen com a Textos de les Piràmides. Aquests són una col·lecció de conjurs que havien d'assegurar la resurrecció reial i la protecció del faraó de les influències malignes. El faraó Unas fou el primer que va utilitzar aquesta col·lecció de conjurs; ell i faraons posteriors havien fet gravar-los a les parets de les seves piràmides. Aquests texts eren individualitzats, ja que eren una selecció escollida d'una gran llista de conjurs.
En el primer període intermedi i l'Imperi Mitjà, alguns textos de les piràmides es van començar a trobar en cambres funeràries d'alts oficials i en molts taüts. Els investigadors els han anomenat Textos dels Sarcòfags. En aquest període, els nobles i molts egipcis no reials comencen a tenir accés a la literatura funerària. En aquests textos, a banda de conjurs antics, se n'hi troben de nous.
Durant el Regne Nou, els textos dels sarcòfags es converteixen en el Llibre dels Morts o el Papir Funerari. El text d'aquests llibres estava dividit en almenys 200 capítols (conjurs). Cadascun d'aquests estava individualitzat pel difunt en diversos graus. Si la persona era prou rica, també s'hi explicava la seva vida personal i només incloïa els conjurs que ell volia.
Durant la dinastia XXVI es va regular el nombre de conjurs que havia d'incloure el Llibre dels Morts. En aquesta regulació es van considerar que hi havia d'haver 192 conjurs regulars.